# Hotel Metropole, Hanoj
Hotel Metropole ali Sofitel Legend Metropole Hanoi je zgodovinski luksuzni hotel s petimi zvezdicami, odprt leta 1901 kot Grand Métropole Hotel v Hanoju, glavnem mestu Vietnama. Danes je ena najpomembnejših stavb Vietnama v francoskem kolonialnem slogu. Hotel ima danes 364 sob.

## Zgodovina
1900-ta 
Leta 1899 Gustave-Émile Dumoutier vloži zahtevo za pretvorbo stavb na njegovem zemljišču na vogalu bulvarja Henri-Rivière v hotel. Dodatni kapital v višini 500.000 frankov je zagotovil poslovnež André Ducamp. Grand Métropole Hôtel sta avgusta 1901 odprla André Ducamp in Gustave-Émile Dumoutier, ki ga upravlja Cie Française Immobilière.
2. avgusta 1904 je Gustave-Émile Dumoutier, partner Andrea Ducampa umrl.
Hotel je vodil strokovni direktor, Francoz Edouard Lion. Obiskovalci so ga obravnavali kot »razkošno, a drago bivališče«.
 1910-ta 
Do leta 1916 Metropole postane prvo prizorišče na Indokitajskem polotoku, ki prikazuje filme.
 1930-ta 
V letih 1930 in 1934 je kolonijo prizadela svetovna gospodarska kriza. Do takrat je podjetje Métropole Française Immobilière preraslo v hotelsko verigo, ki je upravljala nepremičnine v Tam–Dao (Hôtel de la Cascade d'Argent), v Dosonu (Grand Hôtel de Doson), 'Wagons-restaurants des trains directs' med Hanoi in Vinh – Hue – Tourane, Grand Hôtel de Chapa (na nadmorski višini 1750 m, 325 km od Hanoja v 'Pyrénées Tonkinoises') in Hôtel des Trois Maréchaux v Langsonu (Tonkin).
 1940-ta 
Leta 1946 francoski lastniki Métropole prodajo kitajskemu poslovnežu Giu Sinh Hoiju.
Ho Ši Minh je Metropole večkrat uporabil kot kraj srečanj. Leta 1946 je v konferenčni sobi vodil pogovore z generalom Etiennom Valuiejem in vietnamskim politikom Nguyễn Hải Thầnom, v majhnem krilu, kjer je danes bar v preddverju. Občasno je hotel uporabljal za sestanke, uradno spet leta 1960.
 1950-ta 
Po vietnamski neodvisnosti v 1950-ih je komunistična vlada leta 1954 preimenovala Metropole v Thong Nhat Hotel (Hotel ponovne združitve). Od tedal naprej deluje kot uradno gostišče vietnamske vlade.
 1960-ta 
Leta 1964, ko so bili ameriški zračni napadi neizbežni, se vodstvo odloči na dvorišču hotela zgraditi zaklonišče proti bombam za zaščito gostov. Ima 1 m debel betonski strop in lahko sprejme 30 – 40 ljudi. V tem času se je hotelsko osebje udeležilo vojaškega usposabljanja.
Od leta 1969 do 1981 je bil hotel Thong Nhat dom več veleposlaništev in agencij ZN, zaradi rekonstrukcije skoraj vseh javnih stavb po vsem Hanoju pa je hotel sprejel različne diplomatske predstavnike:
- Švedska (1970 – 1971)
- Avstralija (1973 – 1976)
- Švica (1973 – 1976)
- Japonska (september 1973)
- Italija (1975 – 1981)
- Nemčija (april 1976 – december 1980)
- Izrael (april 1994 – avgust 1995)
- Norveška (1996 – 2005)
- Luksemburg (januar 2004 – februar 2007)
- Finska
- Nizozemska
- NHCR (marec 1975 –julij 1979)
- UNDP (1977 – 1980)
- FAO (1978 – 1980)

1980-ta 
Po koncu vietnamske vojne je bilo preverjenih več idej za ponoven zagon turistične dejavnosti in upravljanje hotela. Leta 1987 veriga hotelov Pullman vstopi v skupno podjetje z vietnamsko vlado, da obnovi hotel po mednarodnih standardih.
 1990-ta 
Hotel je bil popolnoma prenovljen, ponovno se imenuje Metropole in je bil ponovno odprt 8. marca 1992 kot Pullman Hotel Metropole. Hotel je kasneje predan verigi Sofitel in končno postane Sofitel Legend Metropole Hanoi.
Novo operno krilo s 135 sobami je bilo dodano od leta 1994 do 1996, skupaj s pisarniško stolpnico Metropole Center. Leta 2008 so bile pisarne spremenjene v dodatne hotelske sobe.
 2000-tas 
V letu 2005 so bile izvedene večje prenove sob za goste v zgodovinskem krilu ter glavnega vhoda in preddverja.
Od leta 2007 je bil hotel v lasti enakovrednega skupnega podjetja med korporacijo Hanoitourist in podjetjem zasebnega kapitala Indotel Limited.
Leta 2009 se odpre Le Spa du Metropole.
Leta 2011 je pod barom Bamboo ponovno odkrit »Bunker«, hotelsko zaklonišče pred zračnimi napadi. Slepe žarnice in rumenkasto pobarvane stene so preživele desetletja poplavljanja s podtalnico. Obnovljen je za obisk zainteresiranih turistov.
Hotel je bil uporabljen tudi kot prizorišče drugega srečanja med ameriškim predsednikom Donaldom Trumpom in severnokorejskim vrhovnim voditeljem Kim Jong Unom 27. in 28. februarja 2019.

## Sobe in suite
Hotel obsega 364 sob, ki so razdeljene v dve krili. Zgodovinsko krilo Metropole Wing iz leta 1901 je navdihnila klasična francoska arhitektura, pomešana z lokalnim vietnamskim slogom. Krilo Metropole ima 106 sob za goste.

## Restavracije in bari
Hotel ima tri restavracije in tri bare.
- La Terrasse
- La Terrasse
- Angelina
- Angelina

## Pomembni stanovalci in gostje
- Pisatelja Somerset Maugham in Graham Greene[8][9]
- Politiki:
  - François Mitterrand, Jacques Chirac, François Hollande, George H. W. Bush, Bill Clinton, Vladimir Putin, Fidel Castro, John Kerry, John McCain, Michael D. Higgins, Ban Ki-moon, Erna Solberg, nizozemska kraljica Máxima med državniškimi obiski.[9][10][11][12][13][14]
  - Donald Trump in Kim Jong-un (nista gosta, hotel je bil kraj srečanja za vrh v Hanoju 2019)
- Igralci:
  - Charlie Chaplin in Paulette Goddard na medenih tednih]
  - Robert De Niro, Catherine Deneuve, Michael Caine, Jane Fonda[
  - Pevka Joan Baez

## Galerija
- Hotel entrance, 15 Ngo Quyen Street
- Hotel entrance, 65 Ly Thai To Street
- Hotel entrance, 65 Ly Thai To Street
- La Terrasse cafe
- Angelina bar
- La Terrasse cafe, Le Phung Hieu Street